# Charles XV
Charles IV de Norvège
Pour les articles homonymes, voir Charles, prince de Suède.
 (février 2017).
Si vous disposez d'ouvrages ou d'articles de référence ou si vous connaissez des sites web de qualité traitant du thème abordé ici, merci de compléter l'article en donnant les références utiles à sa vérifiabilité et en les liant à la section « Notes et références ».
Charles XV (en suédois et norvégien : Karl XV), né à Stockholm le 3 mai 1826 et mort à Malmö le 18 septembre 1872, fut roi de Suède du 8 juillet 1859 jusqu'à sa mort et roi de Norvège sous le nom de Charles IV (en suédois et norvégien : Karl IV).
Il est le 3e roi de la maison Bernadotte, actuelle dynastie sur le trône de Suède.

## Biographie

### Accession au trône

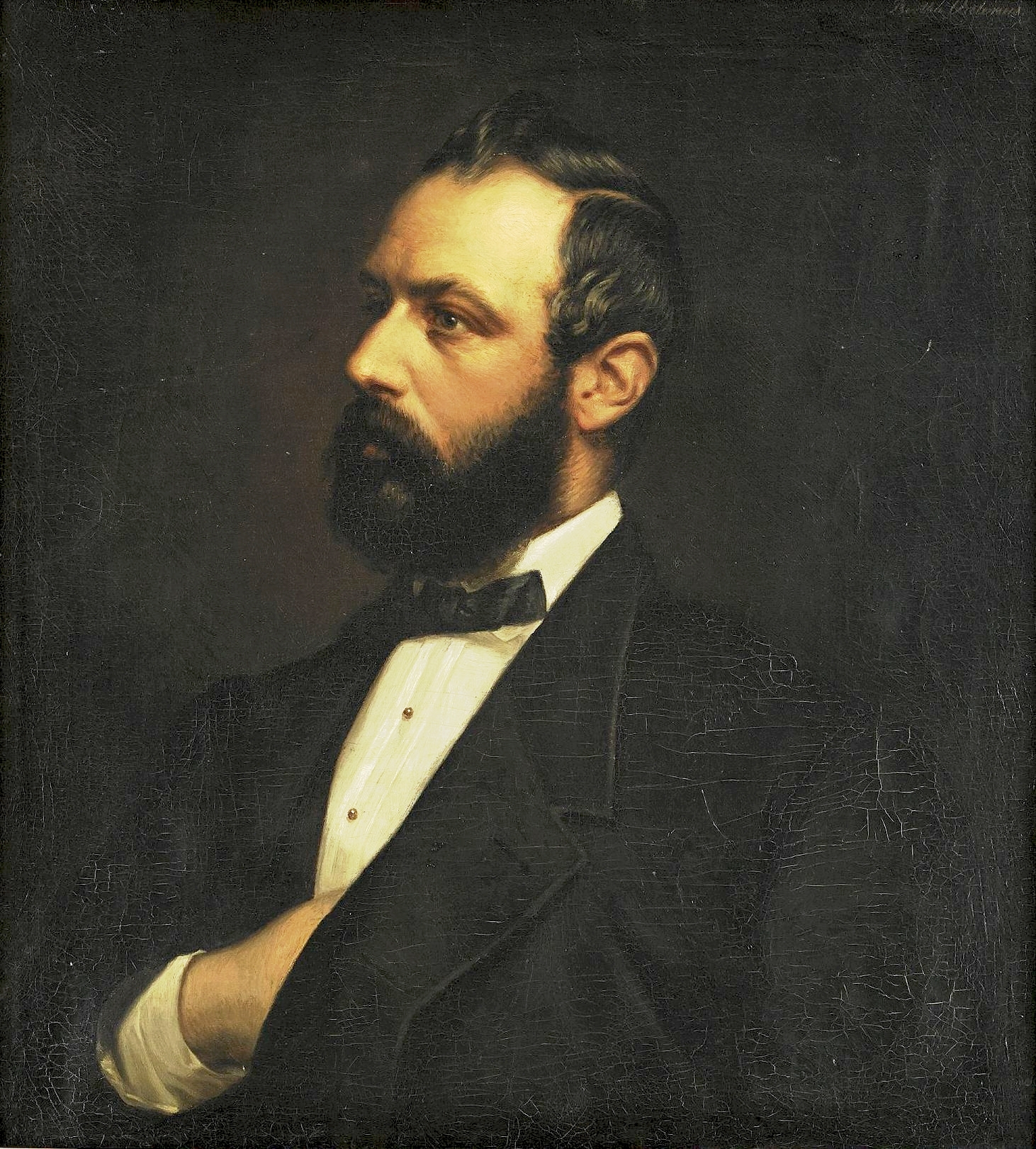
Portrait par Bertha Valerius.

Fils aîné du roi Oscar Ier et de Joséphine de Leuchtenberg, il est titré duc de Scanie à sa naissance. Le prince royal fut brièvement vice-roi de Norvège entre 1856 et 1857. Il devint régent le 25 septembre 1857, et roi à la mort de son père le 8 juillet 1859.
Par sa grand-mère maternelle, Augusta-Amélie de Bavière, il descend de Gustave Ier Vasa de Suède.

### Mariage et enfants
Le 19 juin 1850, il a épousé Louise des Pays-Bas, petite-fille de Guillaume Ier des Pays-Bas, descendante des anciens rois de Suède par Catherine Vasa, fille de Charles IX Vasa. 
Le couple a deux enfants :
- Louise (1851-1926), épouse en 1868 Frédéric VIII, roi de Danemark (1843-1912) ;
- Charles-Oscar (1852-1854).

## Bilan de son règne
Son règne est marqué par ses réformes. Les actuelles loi communale (1862), loi ecclésiastique (1863) et loi criminelle (1864) ont été rédigées en se basant sur la devise : Land skall med lag byggas (« La loi doit bâtir le pays »). Charles a également soutenu Louis De Geer concernant la réforme du Riksdag en 1866.

### Politique étrangère
Charles était un ardent partisan du scandinavisme. Sa politique de solidarité entre les trois royaumes du nord, son étroite amitié avec Frédéric VII de Danemark, l'auraient mené, dit-on, à promettre à demi-mot d'aider le Danemark à la veille de la guerre de 1864. Néanmoins, vu l'impréparation de l'armée suédoise et les difficultés liées à la situation, Charles a été forcé d'observer une stricte neutralité. Il est décédé à Malmö le 18 septembre 1872.
Charles XV a oeuvré dans plusieurs domaines autres que politiques, comme la poésie ou la peinture, discipline dans laquelle il aurait acquis une certaine réputation. Son frère Oscar II lui a succédé sur les deux trônes de Norvège et de Suède.
Comme son père et son grand-père, il était franc-maçon et grand-maître de l'ordre des francs-maçons suédois (en).

### Succession
À sa mort, le trône passe à son jeune frère, qui règne sous le nom d'Oscar II.
Quelques semaines avant le décès de Charles, sa fille Louise (alors princesse du Danemark) a donné naissance à son second fils. Le jeune prince du Danemark reçut le prénom de son grand-père, Charles, à son baptême, et en 1905, monta sur le trône de Norvège, devenant ainsi le successeur de son grand-père dans ce pays sous le nom de règne de Haakon VII. Le roi actuel de Norvège, Harald, est l'arrière-arrière-petit-fils de Charles par sa mère.
Aucun des descendants de Charles n'a été roi de Suède à ce jour. Néanmoins, ses descendants règnent ou ont régné sur les trônes du Danemark, du Luxembourg, de Grèce, de Belgique et de Norvège.

## Lieu d’inhumation
Le roi Charles XV fut inhumé dans la crypte située sous la chapelle Bernadotte de l’église de Riddarholmen de Stockholm.

## Titres et honneurs

### Titulature
- 3 mai 1826 - 8 mars 1844 : Son Altesse Royale le prince Charles de Suède et de Norvège, duc de Scanie ;
- 8 mars 1844 - 8 juillet 1859 : Son Altesse Royale le prince héritier de Suède et de Norvège, duc de Scanie ;
- 8 juillet 1859 - 18 septembre 1872 : Sa Majesté le roi de Suède et de Norvège.

Prince de Suède-Norvège, duc de Scanie (1826-1844).
Prince héritier, duc de Scanie (1844-1859).
Monogramme de Charles XV, roi de Suède.

### Armes
Le roi Charles XV était le grand maître de l’ordre des Séraphins et ses armoiries (erronées) sont exposées dans l'église de Riddarholmen :
| Blason | Blasonnement : Parti, en 1 coupé d'or, cantonné en chef d'azur, à trois couronnes d'or (de Suède moderne) et d'azur, à trois barres ondées d'argent, au lion couronné d'or, brochant sur le tout (de Suède ancien), en 2 de gueules, au lion couronné d'or, tenant dans ses pattes une hache danoise d'argent, emmanchée du second (de Norvège ancien) à la demi-croix de Saint-Éric, sur-le-tout parti de Vasa (tiercé en bande d'azur, d'argent et de gueules à la gerbe d'or brochant) et de Pontecorvo (d'azur, au pont à trois arches d'argent, sur une rivière de même, ombrée d'azur, et supportant deux tours du second, le tout surmonté d'une aigle contournée d'or au vol abaissé, empiétant d'un foudre du même (de Bernadotte)). |